# Kyjovské bradielko
Kyjovské bradielko je přírodní památka v oblasti PIENAP.
Nachází se v katastrálním území obce Kyjov v okrese Stará Ľubovňa v Prešovském kraji. Území bylo vyhlášeno či novelizováno v roce 1989 na rozloze 0,6428 ha. Ochranné pásmo nebylo stanoveno.